# São João da Boa Vista
São João da Boa Vista (pronunciació: [ˈsɐ̃w̃ ʒuˈɐ̃w̃ dɐ ˈboɐ ˈvistɐ]) és un municipi de l'estat de São Paulo, Brasil. La població el 2020 era de 91.771 habitants i la superfície de 516.399 km². L'altitud és de 767 m.

## Història
La ciutat va ser fundada el 24 de juny de 1824. A principis del segle passat, un grup de miners va decidir descansar a la vora del riu Jaguari Mirim, ja a l'estat de São Paulo, i es va quedar sorprès per la vista exuberant de la natura. Es van alegrar tant que aquell dia de Sant Joan, els miners van iniciar la construcció de la ciutat i, per celebrar el Sant d'aquell dia així com pels sorprenents crepuscles de la posta de sol, la ciutat va rebre el nom de São João da Boa Vista. Només 14 anys després, la ciutat va ser districte. El 24 de març de 1859 esdevingué ciutat, i el 7 de febrer de 1885 fou considerada com a districte judicial, oferint als seus ciutadans tota la infraestructura bàsica.

## Demografia
São João da Boa Vista té, segons l'IBGE 2020, 91.771 habitants.
| Color/Raça       | Percentatge |
| ---------------- | ----------- |
| Blanc            | 85,36%      |
| africana         | 4,47%       |
| Multiracial      | 9,54%       |
| asiàtic          | 0,09%       |
| Pobles indígenes | 0,03%       |
| Sense Declaració | 0,50%       |

## Persones notables
- Glenn McMillan - actor i advocat
- Guiomar Novaes - pianista
- Nenê Bonilha - jugador de futbol
- Roger Abdelmassih - antic metge acusat d'agressió sexual contra 52 dones